# Abraham Charité
Abraham Charité (L'Aia, 25 agosto 1917 – L'Aia, 26 febbraio 1991) è stato un sollevatore olandese.